# Chad Smith
Chad Gaylord Smith (Saint Paul, 25 ottobre 1961) è un batterista statunitense, componente della rock band Red Hot Chili Peppers, del gruppo strumentale Chad Smith's Bombastic Meatbats e dal 2009 anche del supergruppo Chickenfoot. È stato inserito al 64º posto nella classifica dei 100 migliori batteristi di tutti i tempi stilata da Rolling Stone..

## Biografia
È di origini inglesi, irlandesi e tedesche.
Nato da Joan e Curtis Smith, ha due fratelli più grandi, Bradley e Pamela. È cresciuto a Homewood, nell'Illinois, dove ha frequentato la Homewood-Flossmoor High School per due anni; si è poi trasferito a Oakland County, nel sud-est del Michigan, e si è diplomato alla Lahser High School.

## Carriera

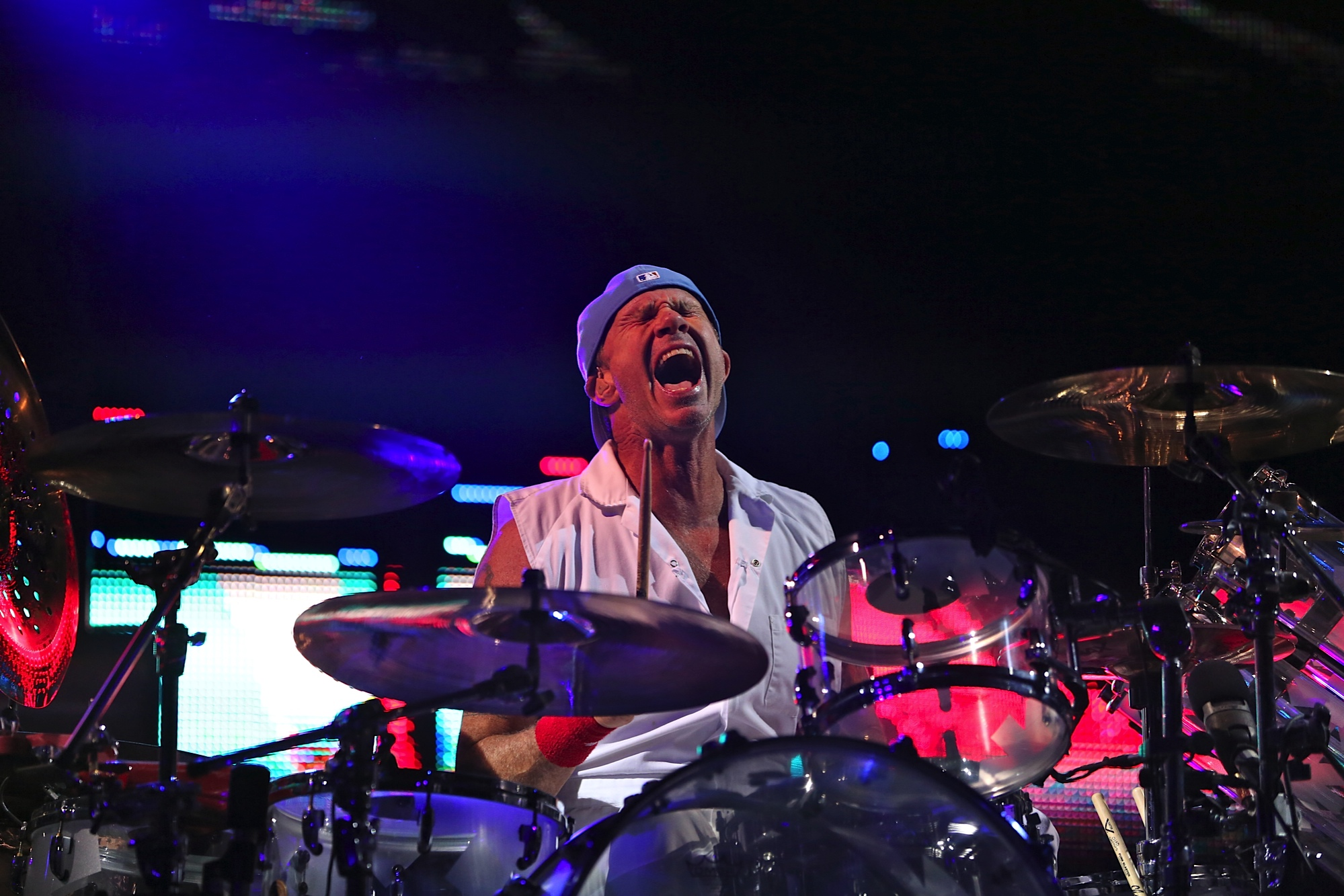
Chad Smith in Messico nel 2013

Ha cominciato a suonare la batteria presto e, dopo aver provato diversi lavori, decide di dedicarsi a tempo pieno alla musica. Prima di unirsi ai Peppers faceva parte di una band di Detroit chiamata Toby Redd: in questo periodo si guadagnò un'ottima reputazione, tanto che si diceva che "mangiasse batteria a colazione". A metà degli anni ottanta si trasferì in California con l'intenzione di fare l'attore, ma finì col partecipare ad un'audizione per entrare nei Red Hot Chili Peppers: in questa occasione superò gli altri candidati e nel dicembre del 1988 entrò ufficialmente nel gruppo. Tutti gli altri componenti rimasero meravigliati dalla sua incredibile bravura, dalla sua grande energia e dal suo peculiare stile; inoltre, nonostante si fosse sempre mosso tra hard rock ed heavy metal, si adattò presto e con facilità alle sonorità funk del gruppo.
Nel 2008 ha iniziato a suonare anche con il gruppo Chad Smith's Bombastic Meatbats, con cui ha inciso due album, e nel 2009 ha formato un altro gruppo, i Chickenfoot, assieme agli ex Van Halen Sammy Hagar e Michael Anthony e al chitarrista Joe Satriani; sempre nel 2008 ha collaborato con la Activision e la Neversoft per il videogioco Guitar Hero: World Tour registrando le basi per la batteria.

## Vita privata
È sposato con Maria St. John e ha una figlia, Manon St. John Smith, nata il 3 marzo 1997; dopo aver divorziato ha avuto un'altra figlia.
Durante l'OHM tour ha avuto un incidente giocando a basket e più tardi anche uno con la sua Harley, che ritardarono il tour. Dopo One Hot Minute Chad e Dave Navarro hanno lavorato come duetto ad un progetto chiamato Spread, che finì con l'uscita di Navarro dal gruppo.

## Influenze
Cita come principali influenze Kiss, Led Zeppelin, Keith Moon, Mitch Mitchell, Carmine Appice, Deep Purple, Black Sabbath, Mötley Crüe, Jimi Hendrix, Van Halen, The Who, Motown, Buddy Rich, John Bonham e Ian Paice.

## Discografia

### Con i Red Hot Chili Peppers

#### Album in studio
- 1989 – Mother's Milk
- 1991 – Blood Sugar Sex Magik
- 1995 – One Hot Minute
- 1999 – Californication
- 2002 – By the Way
- 2006 – Stadium Arcadium
- 2011 – I'm with You
- 2016 – The Getaway
- 2022 – Unlimited Love
- 2022 – Return of the Dream Canteen

#### Album dal vivo
- 2004 – Live in Hyde Park
- 2015 – Cardiff, Wales: 6/23/04

### Con i Chickenfoot
- 2009 – Chickenfoot
- 2011 – Chickenfoot III

### Con i Chad Smith's Bombastic Meatbats
- 2008 – Meet the Meatbats
- 2010 – More Meat

### Partecipazioni

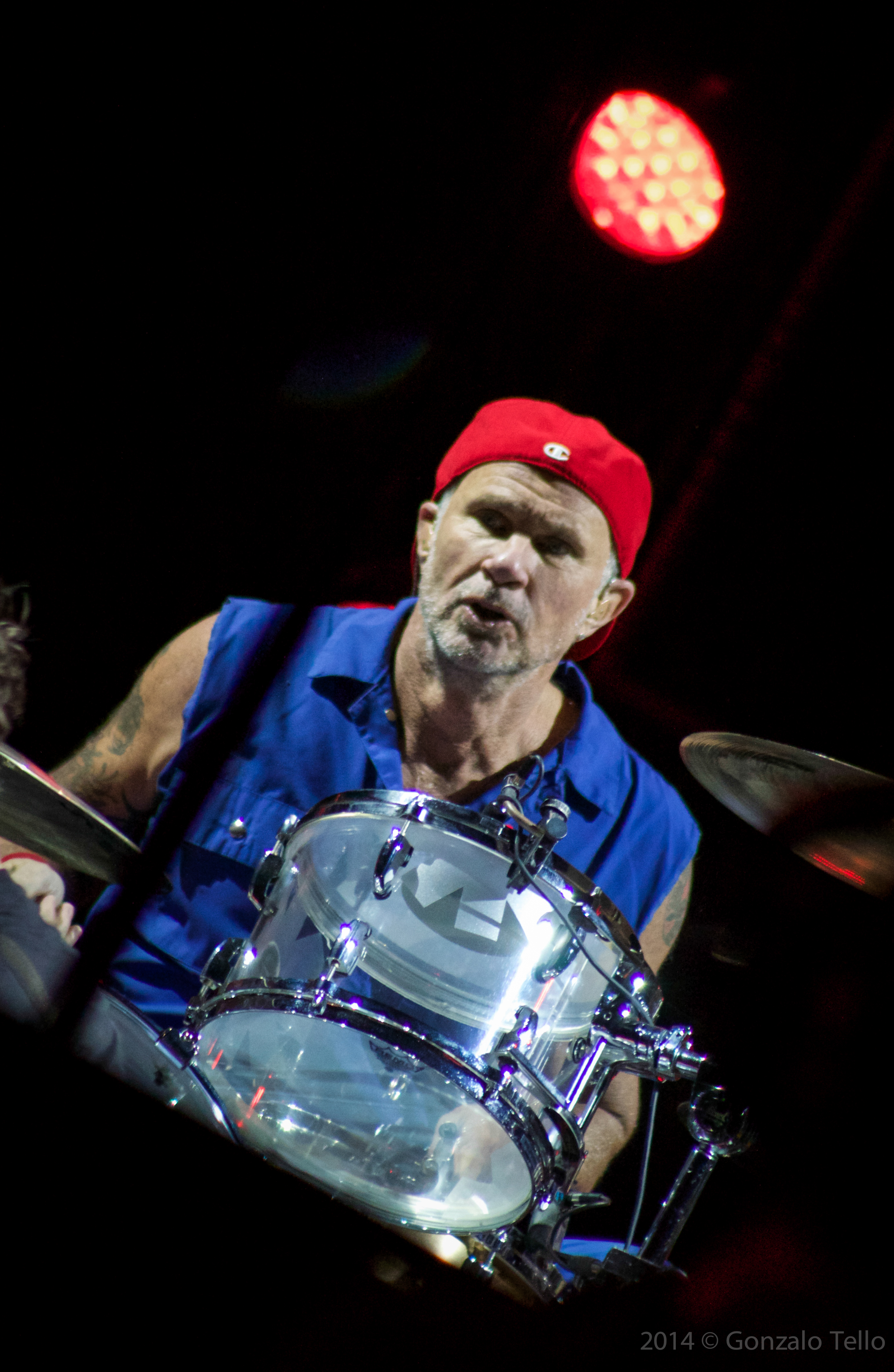
Chad Smith live in Chile nel 2014.

- Glenn Hughes - Music For The Divine (2006)
- Glenn Hughes - Soul Mover (2005)
- Glenn Hughes - Soulfully Live.City of Angels (2004)
- John Frusciante - Shadows Collide With People (2004)
- Glenn Hughes - Songs in the Key of Rock (2003)
- HTP 2 - Hughes/Turner Project (2002)
- Johnny Cash - Unearthed (2002)
- Loud Rocks - compilation (2000)
- Fishbone - The Psychotic Friends Nuttwerk (2000)
- Leah Andreone - Alchemy (1998)
- John Fogerty - Blue Moon Swamp (1997)
- Lili Haydn - Lili (1997)
- Howard Stern's Private Parts (1997)
- Thermadore - Monkey on Rico (1996)
- Wayne Kramer - Dangerous Madness (1996)
- Grace of my Heart Soundtrack (1996)
- Joy Division Tribute (1995)
- Wild Colonials - Fruit of Life (1994)
- Queen Remix (1991)
- Second Self - Mood Ring (1990)
- Toby Redd - Into the Light (1986)
- Twenty Mondays - Twist Inside (1986)
- Pharaoh - Point of Entry (1982)
- Transition -Steve Lukather (2013)
- Post Malone - Hollywood's Bleeding (2019)
- Dua Lipa - Break My Heart (2020)
- Ozzy Osbourne - Ordinary Man (2020)
- Ozzy Osbourne - Patient Number 9 (2022)